# Joculatores Upsalienses
Joculatores Upsalienses, latin för Uppsala lekare, är en musikgrupp från Uppsala bildad 1965 som specialiserat sig på medeltida musik och renässansmusik. 

## Historik
Joculatores Upsalienses, som bildades på initiativ av Sven Berger, John Björklund, Per Åberg, Ola Persson och Torbjörn Carlsson, har utforskat och framfört tidig musik med både en sakral och en profan repertoar. Gruppen har turnerat i Sverige och utomlands, samt medverkat i radio och TV och utgivit ett antal grammofonskivor.
Gruppen genomförde under 1970- och 80-talen runt 300 skolkonserter och offentliga konserter över hela landet, men även i Finland och Norge.  Turnéer har gjorts upprepade gånger i Schweiz och Polen, men också i Tyskland, Holland och forna Jugoslavien. 
Gruppens musik har bland annat använts i strategispelet Europa Universalis II.[källa behövs]

## Medlemmar
Bland musikerna i gruppen ingick Sven Berger, Rolf Berger, John Björklund, Ola Persson, Per Åberg, Anders Bragsjö, Christer Söderbäck, Henry Ragnarsson, Janne Johansson, Georg Thönners, Lisbeth Kallaes, Christina Högman, Kicki Eldh, Liliane Håkanson, Annika Eliasson-Frick, Janne Kling, Kjell Frisk, Jan Winter, Olle Gällmo, Lars Wiberg m.fl.

## Diskografi
- Antik musik på Wik (1974)
- De fyra årstiderna (1977)
- Skogen, flickan och flaskan (1978)
- Cantigas de Santa Maria - Cancionero de Upsala - Piae Cantiones (1983)
- Christmas in Sweden (2001)

### Webbkällor
- Joculatores Upsalienses i Nationalencyklopedins nätupplaga.
- Joculatores Upsalienses på Discogs